# 野村喜亮
野村 喜亮（のむら よしあき、1987年1月22日 - ）は、山口県周南市出身の元ハンドボール選手。

## 経歴
周南市立住吉中学校時代は第10回JOCジュニアオリンピックカップで優秀選手に選出。中学卒業後は山口県立下松工業高等学校へ進学した。
高校卒業後は早稲田大学へ進学。2005年の第1回アジアユース選手権大会で日本代表U-19に選出された。2006年は関東学生ハンドボール・春季リーグで優秀新人賞を受賞。同年の第10回アジア男子ジュニア選手権の日本代表に選出された。2008年は全日本学生ハンドボール選手権大会（インカレ）で優秀選手に選ばれた。
2009年2月に日本ハンドボールリーグの大同特殊鋼へ加入。
2010年1月に行われた第14回男子アジア選手権で日本代表に初選出された。同年6月には第20回世界学生ハンドボール選手権の日本代表U-24に選出。
2011年は第1回全日本社会人ハンドボール選手権大会でベストセブンに選出。
2012-13年シーズンはリーグ2位の7mスロー得点（23得点）を記録し、総得点はリーグ10位の70得点を挙げた。
2013年の第3回社会人選手権ではMVPを受賞。
2013-14年シーズンはトヨタ車体とのプレーオフ決勝で両チーム最多の8得点を挙げ、最高殊勲選手賞を受賞した。
2016-17年シーズンは、2017年2月12日の大崎電気戦で通算400得点を達成した。
2017-18年シーズン終了後に現役引退を発表した。

## 詳細情報

### 年度別成績
| 年        | チーム     | 試合 | フィールド 得点 | 率   | 7m    | 合計    | 警告 | 退場 | 失格 |
| --------- | ---------- | ---- | --------------- | ---- | ----- | ------- | ---- | ---- | ---- |
| 2008-09   | 大同特殊鋼 | 0    | -               | -    | -     | -       | -    | -    | -    |
| 2009-10   | 大同特殊鋼 | 14   | 45/85           | .529 | 0/0   | 45/85   | 1    | 2    | 0    |
| 2010-11   | 大同特殊鋼 | 13   | 22/63           | .349 | 7/7   | 29/70   | 7    | 2    | 0    |
| 2011-12   | 大同特殊鋼 | 14   | 45/75           | .600 | 4/7   | 49/82   | 3    | 4    | 0    |
| 2012-13   | 大同特殊鋼 | 16   | 47/94           | .500 | 23/27 | 70/121  | 7    | 2    | 0    |
| 2013-14   | 大同特殊鋼 | 16   | 52/110          | .564 | 9/10  | 61/120  | 4    | 7    | 0    |
| 2014-15   | 大同特殊鋼 | 16   | 55/121          | .455 | 3/6   | 58/127  | 6    | 3    | 0    |
| 2015-16   | 大同特殊鋼 | 16   | 48/106          | .406 | 3/3   | 51/109  | 5    | 5    | 0    |
| 2016-17   | 大同特殊鋼 | 15   | 42/80           | .525 | 0/0   | 42/80   | 8    | 1    | 0    |
| 2017-18   | 大同特殊鋼 | 24   | 38/97           | .392 | 0/1   | 38/98   | 8    | 9    | 1    |
| JHL：10年 | JHL：10年  | 144  | 394/791         | .498 | 49/61 | 443/852 | 49   | 35   | 1    |

- 各年度の太字はリーグ最高

### タイトル・表彰

#### 日本ハンドボールリーグ
- 最高殊勲選手賞：1回 (2013年)

#### 社会人選手権
- MVP：1回 (2013年)
- ベストセブン：1回 (2011年)

### 記録
- 通算400得点：2017年2月12日、対大崎電気戦（中村スポーツセンター）[14]

### 背番号
- 3 (2009年 - 2018年)

## 代表歴
- オリンピック予選 (ロンドン五輪アジア予選/世界最終予選)
- 世界選手権 (2011年)
- アジア選手権 (2010年・2012年・2014年)
- アジア競技大会 (2014年)
- ヒロシマ国際ハンドボール大会 (2012年・2014年)
- 日韓定期戦 (2011年・2014年)